# Amel Zerf
Amel Zerf, née le 31 octobre 1988, est une escrimeuse algérienne.

## Carrière
Amel Zerf est médaillée d'argent en épée par équipes aux Championnats d'Afrique d'escrime 2008 à Casablanca.